# Axel Coon
Axel Coon, właśc. Axel Broszeit (ur. 23 marca 1975 w Niemczech) – były członek niemieckiej grupy dance Scooter.
Axel Coon zastąpił Ferrisa Buellera w 1998. Zadebiutował w teledysku „How Much Is The Fish?”.
Zanim został oficjalnie przyjęty do zespołu, przez rok był asystentem Ricka J. Jordana. Kiedy opuścił zespół po czteroletniej współpracy, wrócił do kariery DJ-a. Jako solowy artysta nagrał takie piosenki jak „Mayday”, „Promise Me”, „Lamenting City”, „Third Base” czy „Close To You”.

## Dyskografia

### Single[1]
- Axel Coon – Close To You (2002)
- Axel Coon – Lamenting City (2004)
- Axel Coon / Solar Patrol – 3rd Base / Dream Machine (2005)
- Axel Coon – Mayday (2007)
- Axel Coon – Promise Me (2008)

#### Remiksy[1]
- Ancient Of Mumu – Living (LMP vs. Axel Coon Remix)
- Rocco – Generation Of Love (Axel Coon Remix)
- Hard Body Babes – Goin' Crazy (Cum Fiesta) (Axel Coon Remix)
- Ferris – Living (Without Your Love) Living (LMP Vs. Axel Coon Mix)
- Lovestern Galaktika Project Meets Dance Nation – My First Love (Axel Coon Remix)
- Klubbingman – No Limit (On The Beach) (Axel Coon Remix)
- Palmberg – The Hustle (Axel Coon Remix)
- Van Nuys – Wonderful World (Axel Coon Remix)
- 666 – Dance Now! (Axel Coon's Hardstyle Mix)
- Nomansland – Soul Out There (Axel Coon Remix)
- Pinball – China In Your Hand (Axel Coon Remix)
- Ultra Feat. Ulli Brenner – Free 2007 (Axel Coon Remix)
- Klubbingman Feat. Beatrix Delgado – Never Stop This Feeling (Axel Coon Remix)
- Naksi vs. Brunner Feat. Marcie – Somewhere Over The Rainbow (Axel Coon Remix)
- Mario Lopez – The Final (Axel Coon Remix)
- DJane Coco Fay – This Is My Sound (Coon's Bootleg Remix)
- Der Holländer – Das Rote Pferd (Axel Coon Jumpstyle Remix)
- DJ Shog – Feel Me (Through The Radio) (Axel Coon Remix)
- Bassrockerz Pres. Elena – Surrender (Axel Coon Remix)
- 3 Global Player's – Daydream (Axel Coon Club Remix)
- 3 Global Player's – Daydream (Axel Coon Jumpstyle Booty)
- Klubbingman feat. Beatrix Delgado – Another Day Another Night (Axel Coon Remix)
- Silverstation – Sunshine After The Rain (Axel Coon Remix)
- DJ Sequenza – Rhythm Of Love (Axel Coon Remix)